# Oswaldo Teixeira
Oswaldo Teixeira do Amaral (Rio de Janeiro, 11 de agosto de 1905 — Rio de Janeiro, 28 de maio de 1974) foi um pintor, crítico, professor e historiador de arte brasileiro. Foi um dos mais premiados pintores brasileiros, tendo sido o único pintor brasileiro a receber todas as honrarias possíveis em sua categoria.
Fundou o Museu Nacional de Belas Artes, que dirigiu durante 25 anos, de 1937 a 1961. Oswaldo Teixeira também foi presidente do Salão Nacional de Belas Artes durante 9 anos.
Era membro da Academia Brasileira de Belas Artes, da Academia de Arte do Rio de Janeiro e da Academia Nacional de Belas Artes de Lisboa.

## Biografia
Teve uma infância de extrema pobreza, mas, mesmo assim, foi incentivado pelo pai a seguir sua vocação artística. Morava no Morro do Castelo. Aos 13 anos, com o falecimento prematuro do pai, precisou assumir o sustento da família, desenhando cartazes, retratos e reclames para o comércio local. Nessa idade, já expunha trabalhos no Salão Nacional. Sua mãe dava aulas particulares no Morro, recebendo apenas tostões. Como se não bastasse, a família foi despejada.
Na antiga Escola Nacional de Belas Artes foi aluno de Batista da Costa, em pintura, e Rodolfo Chambelland em desenho de modelo-vivo. Com apenas 19 anos, recebeu o prêmio de uma viagem à Europa, por seu quadro O pescador. Foi o mais jovem artista a receber a distinção em toda a história da Escola Nacional de Belas Artes.
Foi membro da Comissão Julgadora da Cadeira de Modelagem e Desenho do Instituto Lafaiette, nos anos de 1927, 1932 e 1933.

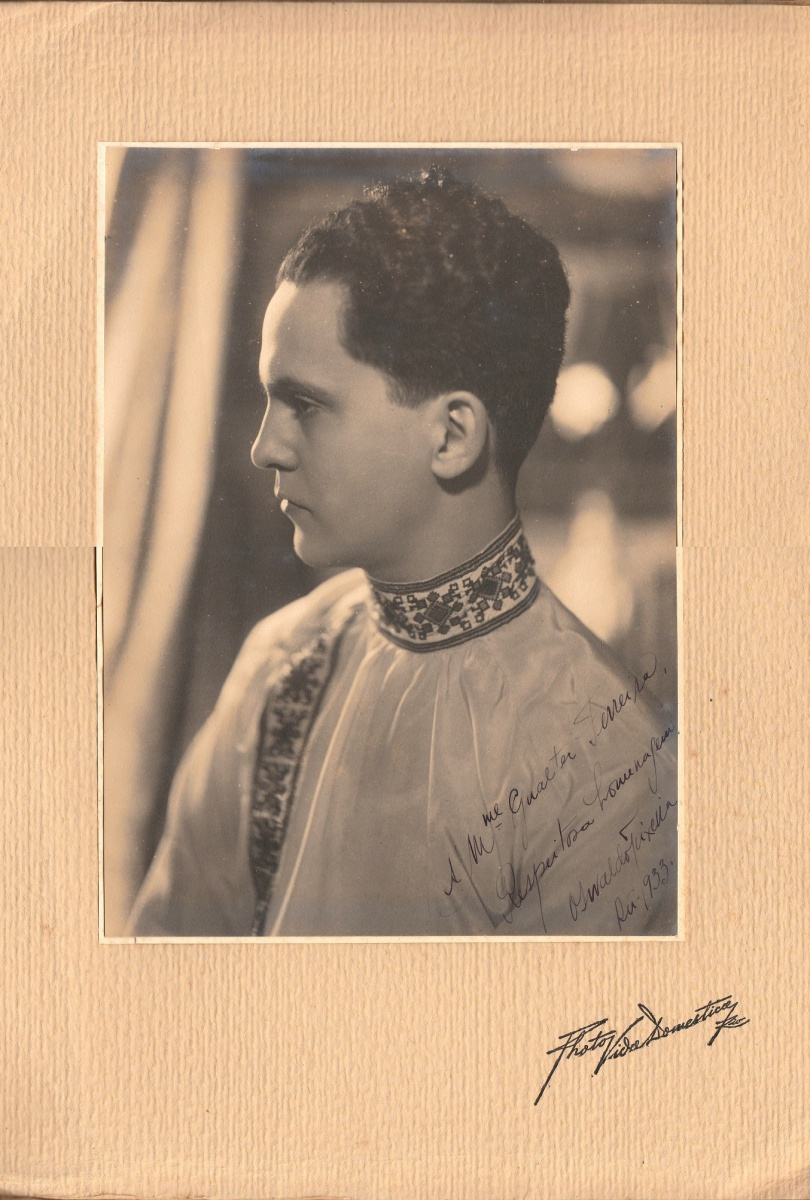
Oswaldo Teixeira em 1933

No Salão Nacional de Belas Artes conquistou a Grande Medalha de Prata em 1923, o Prêmio de Viagem à Europa em 1924, a Medalha de Ouro em 1928 e a Grande Medalha de Honra em 1938. Conquistou ainda as Grandes Medalhas nas mais importantes mostras brasileiras de sua época, afora a dos eventos internacionais de que participou.
Lecionou desenho na Escola Nacional de Belas Artes e no Instituto Nacional de Educação, entre 1932 e 1937. Até o final da sua vida, exerceu a atividade de professor de pintura e desenho em várias instituições, inclusive no Instituto de Belas Artes. Em 1940, publicou o livro Getúlio Vargas e a Arte no Brasil.
Foi o autor do retrato (em tamanho natural) do presidente Getúlio Vargas existente no Ministério da Fazenda e o do Cardeal D. Jaime de Barros Câmara, exposto na Igreja da Candelária, Rio de Janeiro.
Em 1946, foi Avaliador de Obras de Arte da Prefeitura do Distrito Federal, por designação do Ministro da Educação e Saúde. Foi restaurador de quadros do Museu da Cidade da Prefeitura do Distrito Federal até o ano de 1950. Participou da Comissão Nacional de Belas Artes.
Era professor de Desenho e Pintura em seus Ateliers de Botafogo e Copacabana. Foi o idealizador do Museu Salvador Dali, na Espanha.
Sobre sua arte, Jean-Paul Sartre escreveu: "Ele não sugere o movimento, ele o capta". Já Monteiro Lobato disse: "Um criador audacioso de neologismo poderia dizer dele que é um luzista como se diz colorista".